# Carlo Pucci
Carlo Pucci (* 3. August 1925 in Florenz; † 10. Januar 2003) war ein italienischer Mathematiker, der sich mit Analysis befasste.
Pucci begann sein Ingenieursstudium ab 1943 in Florenz und ging, als er eingezogen werden sollte, in den Untergrund (er war schon durch seinen Onkel überzeugter Antifaschist). 1945 meldete er sich nach der Befreiung von Florenz freiwillig und kämpfte auf der Seite der Alliierten in Ravenna und Ferrara. Nach dem Krieg studierte er in Florenz Mathematik und erhielt seine Laurea 1949 bei Giovanni Sansone. Danach war er Assistent von Mauro Picone in Rom und befasste sich mit partiellen Differentialgleichungen. Nach einem Studienaufenthalt an der University of Maryland war er am Institut für Höhere Mathematik (Istituto Nazionale di Alta Matematica) in Rom. Er gewann den Wettbewerb für den Lehrstuhl in Analysis der Universität Catania und lehrte anschließend in Genua und zuletzt in Florenz. 1985 bis 1996 war er Präsident des Istituto Nazionale di Alta Matematica.
1977 bis 1983 war er Präsident der Unione Matematica Italiana und ab 1995 deren Ehrenpräsident. 1972 bis 1975 stand er dem Nationalkomitee für Mathematik des italienischen Forschungsrats (Consiglio Nazionale delle Ricerche, CNR) vor. 1974 war er Gründer und bis 1998 Direktor des Instituts für Globale Analysis und Anwendungen des CNR.